# كارلوس كيلر
كارلوس كيلر (بالإسبانية: Carlos Keller)‏ (و. 1898 – 1974 م) هو مؤلف، وعالم اجتماع، وأستاذ جامعي، وكاتب، واقتصادي من تشيلي، ولد في كونسبسيون، توفي في سان فيليبي، عن عمر يناهز 76 عاماً.

## جوائز
حصل على جوائز منها:
- جائزة المنافسة العامة  [لغات أخرى]‏ (1946)
- قائد الفنون والآداب